# Anser fabalis
El ánsar campestre o ganso campestre (Anser fabalis) es una especie de ave anseriforme de la familia Anatidae propia de Eurasia.

## Descripción

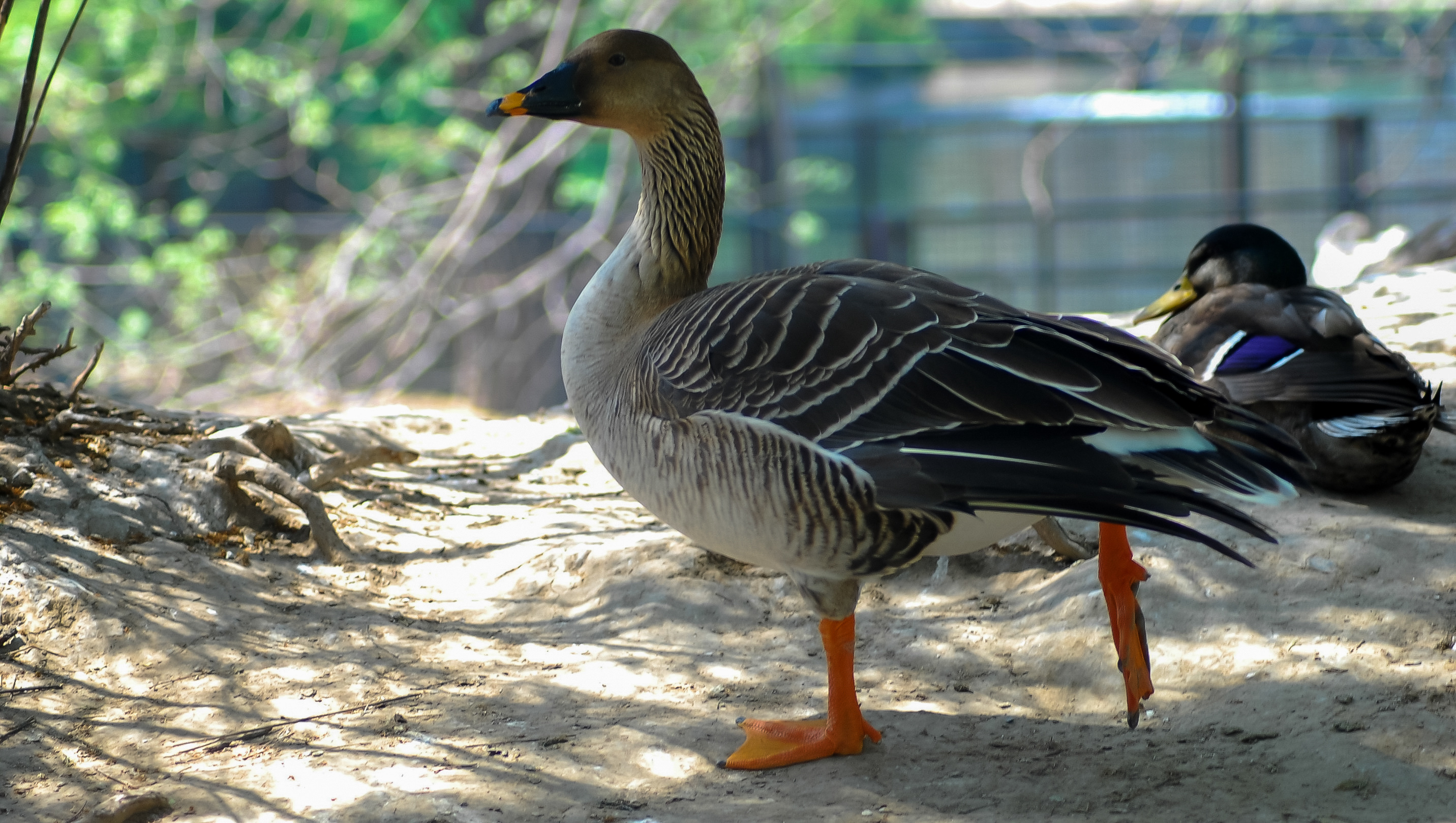
Ganso campestre en primer plano.

El ánsar campestre mide entre 68 y 90 cm, con una envergadura alar de 140-174 cm y suele pesar entre 1,7–4 kg. Los machos suelen ser algo mayores que las hembras, en la subespecie nominal, los machos pesan de media 3,2 kg y las hembras 2,84 kg. Su pico es negro en la base y la punta y naranja en la parte central. Sus patas son de color naranja intenso.
El plumaje de su parte superior es de color pardo oscuro como el ganso careto (Anser albifrons) y el ganso chico (A. erythropus), pero se diferencia de ellos por tener el borde de las coberteras de sus alas blanco, por el color pardo grisáceo claro de sus inferiores.
Su pariente cercano el ánsar piquicorto (A. brachyrhynchus) como indica su nombre tiene el pico más corto y de color rosado, al igual que sus patas, y las coberteras de sus alas son casi del mismo color gris azulado que el ánsar común. También es de aspecto similar al ganso de la tundra Anser serrirostris, que anteriormente se consideraba subespecie del ganso campestre.
Posee una voz tipo trompeteo, de dos sílabas o tres.

## Taxonomía
Fue descrito científicamente por el naturalista británico John Latham en 1787. Su nombre científico, fabalis, que deriva de la palabra latina faba que significa «haba, alubia», procede de la costumbre de este ganso de pastar en los campos de legumbres en invierno. Se reconocen tres subespecies:
- A. f. fabalis (Latham, 1787) - se extiende desde Escandinavia hasta los Urales. Es grande, con el pico largo y estrecho con una banda naranja ancha.
- A. f. johanseni (Delacour, 1951) - ocupa la taiga de Siberia Occidental. Es grande con el pico largo y estrecho y con una banda naranja estrecha.
- A. f. middendorffii (Severtzov, 1873) - ocupa la taiga de Siberia Oriental. Muy grande, con el pico largo y ancho y una banda naranja estrecha.

Anteriormente esta especie incluía dos subespecies más, serrirostris y rossicus, que fueron separadas en una nueva especie, el ganso de la tundra (Anser serrirostris).

## Distribución geográfica y hábitat

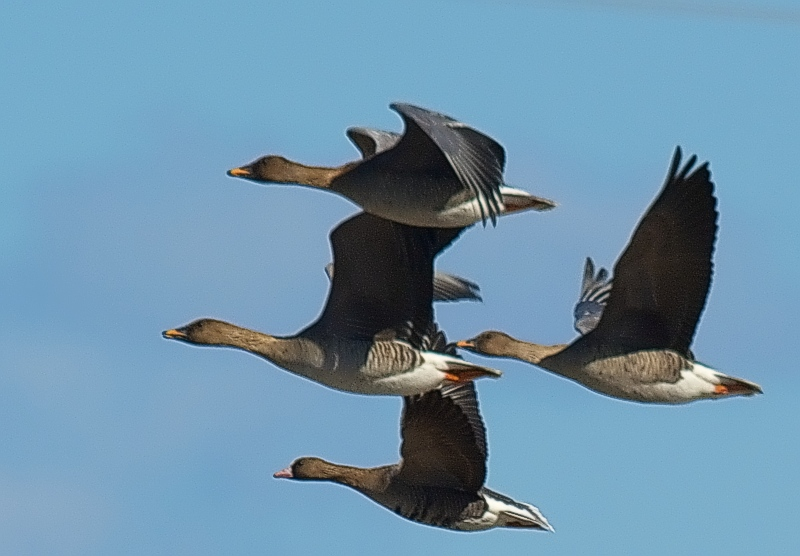
Migran en la típica formación en V de los gansos.

El ganso campestre es un ave migratoria que cría en toda la taiga euroasiática, desde Escandinavia hasta el extremo nororiental de Rusia, y se desplaza al sur para pasar el invierno en Europa (alrededor del mar del Norte, y diseminado por Europa occidental, central y el Mediterráneo septentrional) y el extremo oriente (China oriental, Corea y Japón) con algunas poblaciones intermedias en el sur de Kazajistán.

## Comportamiento
Se trata de un ganso bastante sociable, que suele regresar a los mismos lugares de descanso, en lagos y campos de cultivo. Es común verlo formando bandadas. 

### Alimentación
Es un fitófago que se alimenta de hierba, cereales y raíces en herbazales y campos agrícolas; por ello está muy ligado a las zonas agrarias.

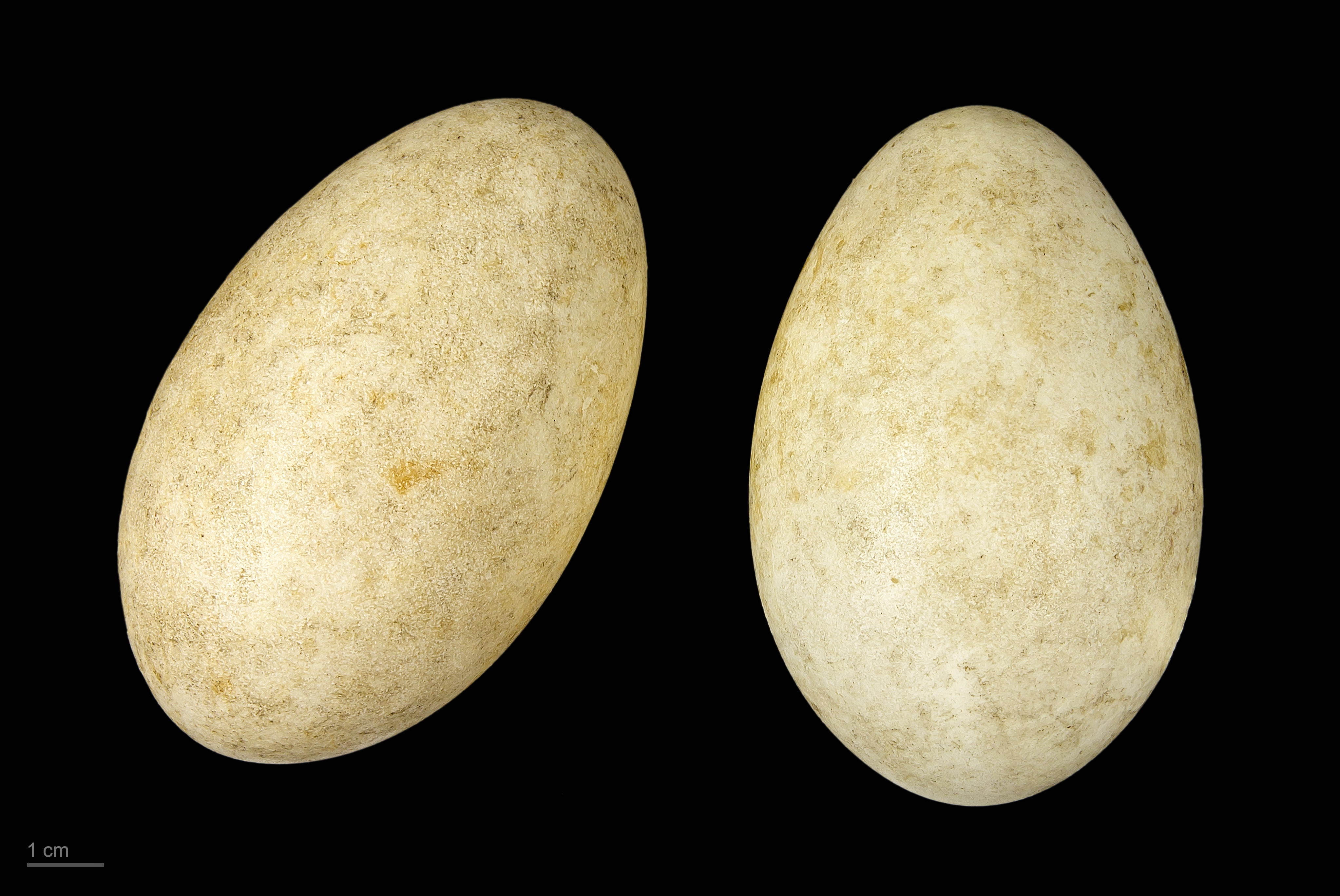
Anser fabalis - MHNT

### Reproducción
Anida en el suelo, en un hueco tapizado por plumón, en explanadas abiertas o en claros de los bosques de la taiga. Su puesta suele componerse de 4 a 6 huevos, que ponen en una única nidada, en junio.